# Stars in Your Eyes
Stars in Your Eyes é um filme musical produzido no Reino Unido, dirigido por Maurice Elvey e lançado em 1956.